# Limerick (poème)
Pour les articles homonymes, voir Limerick (homonymie).
Un limerick est un poème humoristique, à l'origine en anglais, de 5 vers rimés (rimes aabba), de caractère souvent grivois, irrévérencieux ou anticlérical.

## Caractéristiques du genre
Le rythme du limerick se fonde sur les accents toniques, et est totalement indépendant du nombre de syllabes :
- les deux premiers vers ont trois accents et riment entre eux ;
- les deux suivants ont deux accents et riment entre eux (en typographie, les vers 3 et 4 sont parfois fondus en un seul, fait de deux hémistiches rimant) ;
- le dernier a trois accents, et rime avec les deux premiers.

C'est généralement dans ce dernier vers que se trouve la « pique » irrévérencieuse ou paradoxale, à laquelle les premiers vers préparent le terrain.

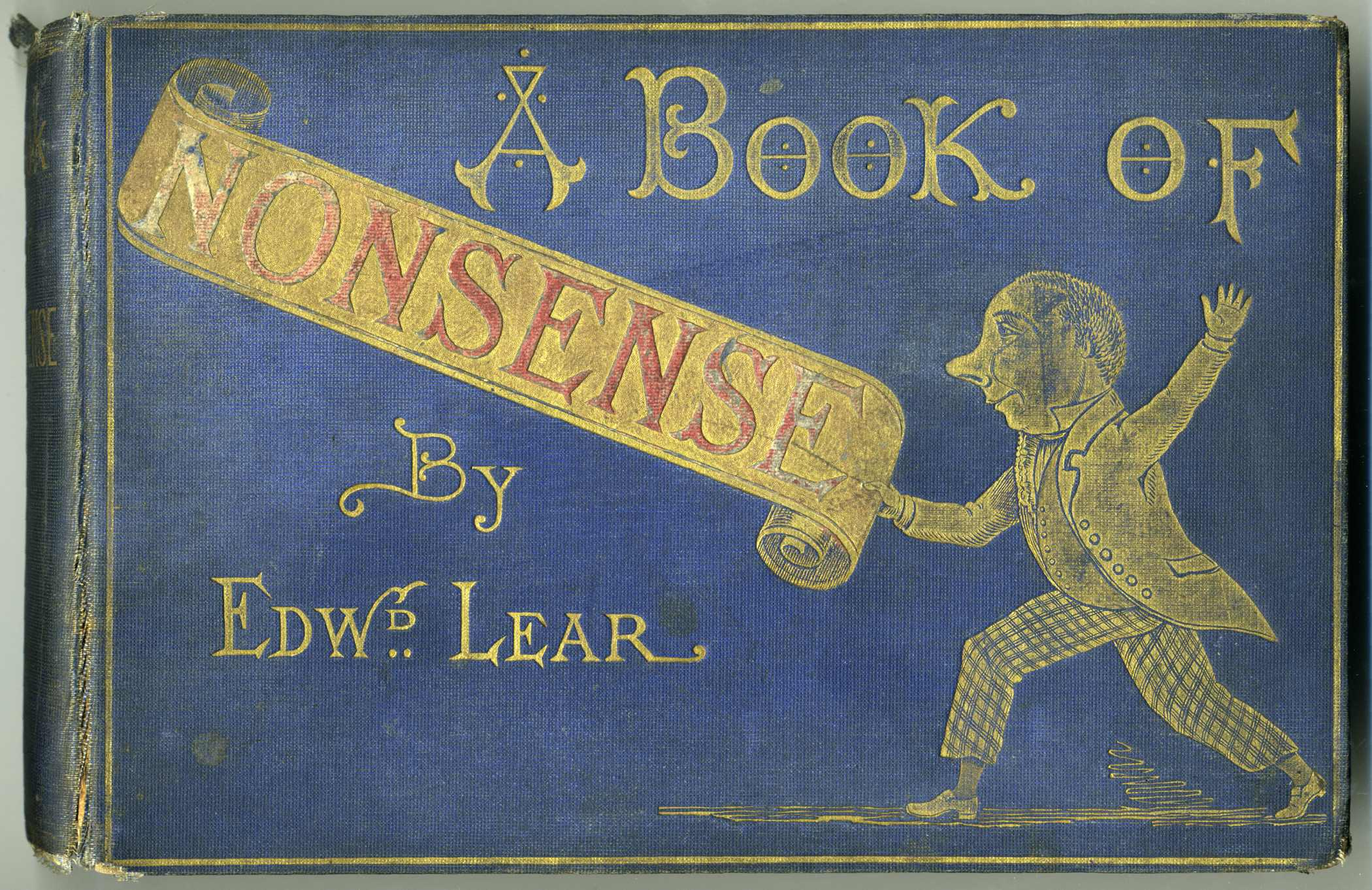
A Book of Nonsense (vers 1875, édition James Miller) par Edward Lear.

Le nom viendrait, d'après l'Oxford English Dictionary, du refrain « Viendras-tu à Limerick ? », chanté entre des vers improvisés lors d'une réunion ou d'une veillée.
Edward Lear, qui en a popularisé la forme, en a écrit un certain nombre devenus connus (voir un exemple dans l'article correspondant — noter cependant que lui-même ne les appelait pas « limericks » mais « nonsense verses »). On en trouve aussi dans le roman de John Irving L'Œuvre de Dieu, la part du Diable ainsi que dans les nouvelles du Cycle des veufs noirs d'Isaac Asimov.
L'humoriste américain Don Marquis affirmait qu'il existait trois sortes de limericks : ceux que l'on peut dire aux dames ; ceux que l'on peut répéter aux curés ; et les vrais.
L'essayiste américain Gershon Legman compila entre 1950 et 1980 plus de 2 000 limericks de nature grivoise, paillarde, voire carrément salace.

## Exemples
Un des exemples canoniques du limerick (« gentil ») est attribué à William Cosmo Monkhouse (1840-1901) ; on a marqué ici l'accent tonique en gras pour faire ressortir le rythme :
There was a young lady from Niger,
Who smiled as she rode on a tiger;
They came back from the ride
With the lady inside,
And the smile on the face of the tiger.
On retrouve la forme du limerick dans le célèbre nursery rhyme (comptine) :
Hickory Dickory Dock
The mouse ran up the clock
The clock struck one
The mouse ran down
Hickory Dickory Dock

## Jeux de mots
Un certain nombre de limericks se basent sur la façon particulière qu'a la langue anglaise de faire le lien entre écriture et prononciation. Jouant sur ce fait, certains auteurs de limericks ne reculent pas devant la création de mots, comme le poète et humoriste américain Dixon Lanier Merritt (1879-1972) :
A wonderful bird is the pelican,
His bill will hold more than his belican (belly can),
He can take in his beak
Enough food for a week
But I'm damned if I see how the helican (hell he can)!

## Anti-limericks
Il s'agit d'une forme particulière de limerick dans lequel la chute s'applique au limerick lui-même, d'une façon absurde assez typique de l'humour anglais.
Ainsi, les exemples qui suivent, d'origine anonyme, jouent sur la structure même du limerick.
There was a young man from Japan
Whose limericks never would scan.
When asked why this was,
He answered 'because
I always try to fit as many syllables into the last line as ever possibly I can'
There was a young man from Peru
Whose limericks would end at line two.
(- ou en français :
Il était un jeune homme de Montreux
qui des vers ne pouvait faire que deux.)